# Хронология Вильнюса
Хроноло́гия Ви́льнюса — основные события истории Вильнюса, события истории Литвы и соседних стран, а также эпизоды биографий выдающихся деятелей культуры, имевшие место в Вильнюсе, в хронологическом порядке.

## XIV век
- 1323

 — первое упоминание Вильнюса в письме Гедимина к немецким городам; Вильнюс называется в письме столичным городом.
- 1387

 — король польский и великий князь литовский Ягайло пожаловал Вильнюсу городские права.
- 1390

4 сентября—27 октября — осада крестоносцами виленских замков.

## XV век
- 1469

 — по приглашению Казимира Ягеллона в город прибыли бернардинцы.
- 1490

 — основан Виленский монетный двор.

## XVI век

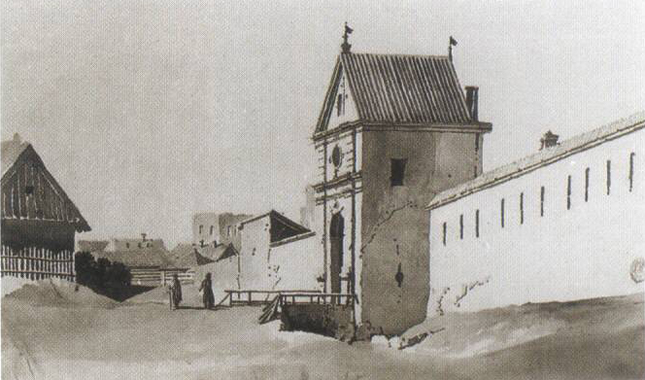
Трокские ворота

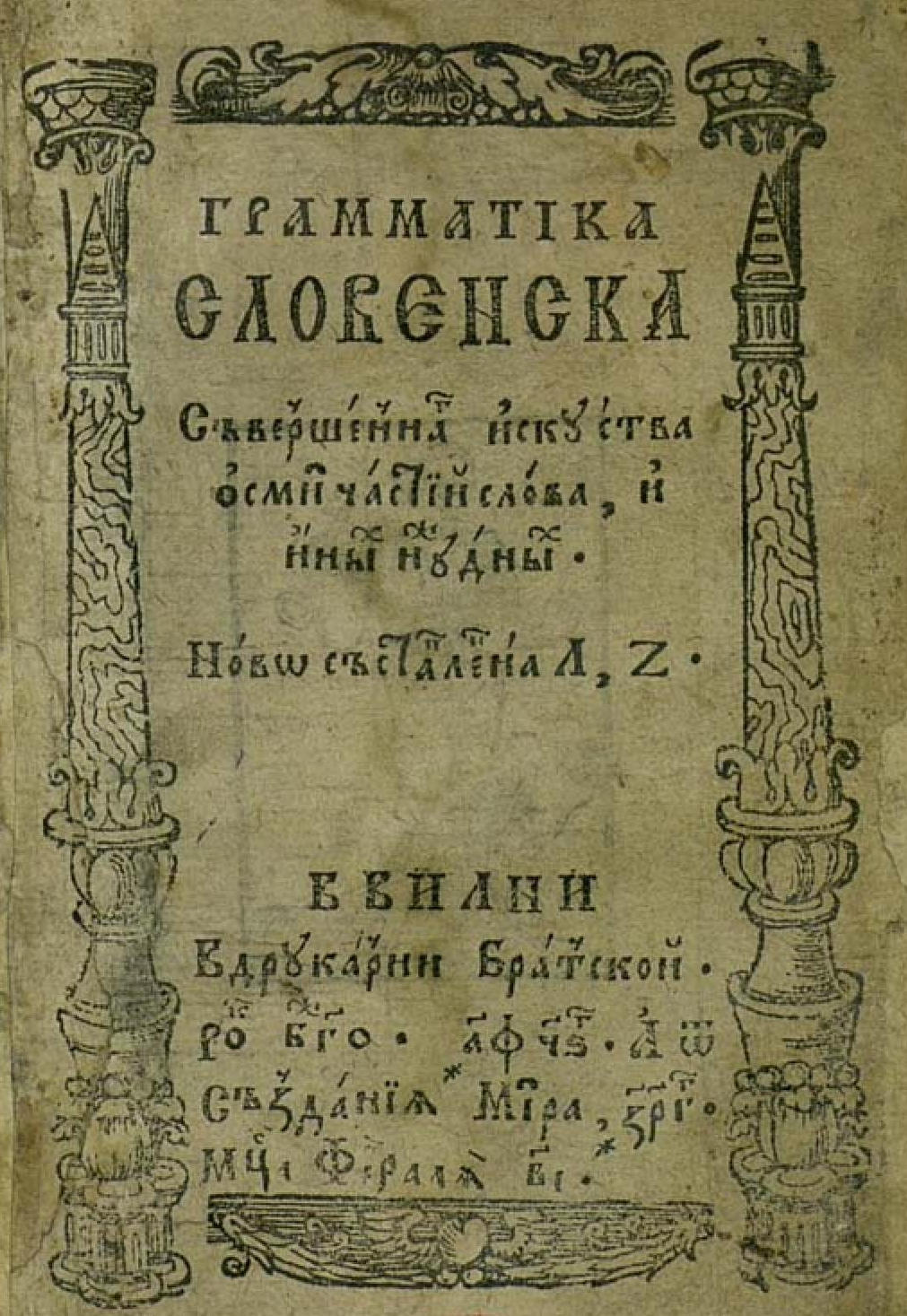
Грамматика Зизания

- 1501

 — приглашённым в Вильну доминиканцам передан храм Святого Духа и большой участок земли с постройками рядом с ним; началось строительство монастыря и перестройка костёла.
- 1503

 — начато строительство городской стены, опоясавшей город; завершено в 1522.
- 1513

13 декабря — в костёле Святых Иоаннов открыта приходская школа.
- 1522

 — первое печатное издание (Франциска Скорины).
- 1536

 — сооружён первый мост через реку Вилию.
- 1570

 — иезуиты основали коллегию, на основе которой девять лет спустя была создана академия.
- 1579

 — основана Академия и университет (лат. Almae Academia et Universitas Vilnensis Societatis Jesu).
- 1586

 — при иезуитской виленской Академии основана типография.
- 1588

 — отпечатан Третий Литовский Статут.
- 1594

 — основан костёл Святого Михаила и женский бернардинский монастырь.
- 1595

 — в иезуитской типографии при университете отпечатана первая литовская книга в Вильнюсе «Катехизис» Микалоюса Даукши.
- 1596

 — отпечатана славянская грамматика Лаврентия Зизания.
- 1599

 — в иезуитской типографии при университете отпечатана «Постилла» Микалоюса Даукши.

## XVII век
- 1610

 — опустошительный пожар.
- 1629

 — в иезуитской типографии отпечатаны трёхъязычный словарь и «Пункты заповедей» К. Ширвидаса.
- 1644

 — в виленской Академии и университете открыт факультет права.
- 1655

8—10 августа — украинские казаки и русские войска заняли город.
13 сентября — царь Алексей Михайлович провозгласил себя великим князем литовским.
- 1688

29 июня — торжественная закладка костёла Святых Петра и Павла.
 — виленский епископ Константин Бжостовский освятил новое здание доминиканского костёла Святого Духа.

## XVIII век

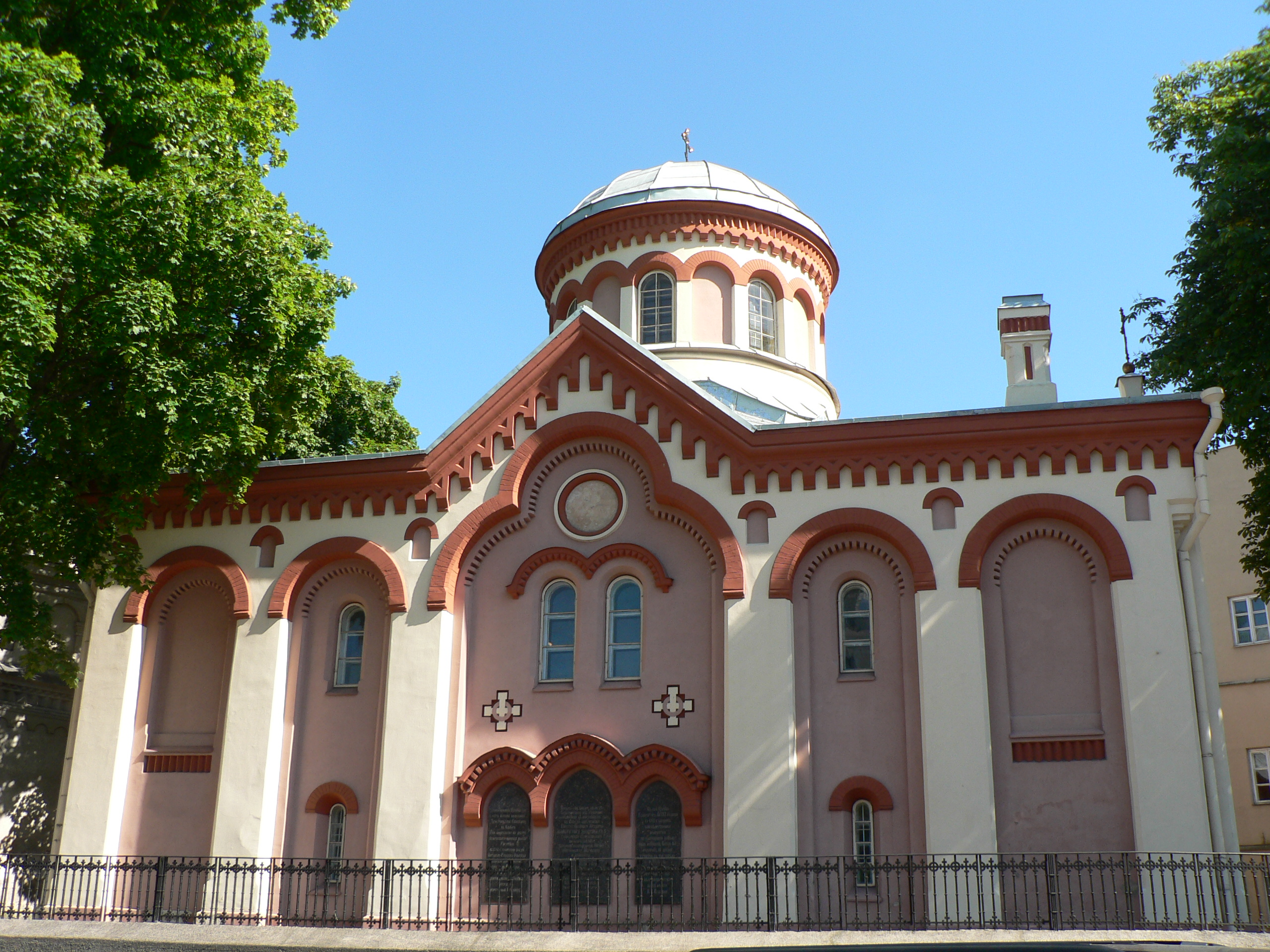
Пятницкая церковь

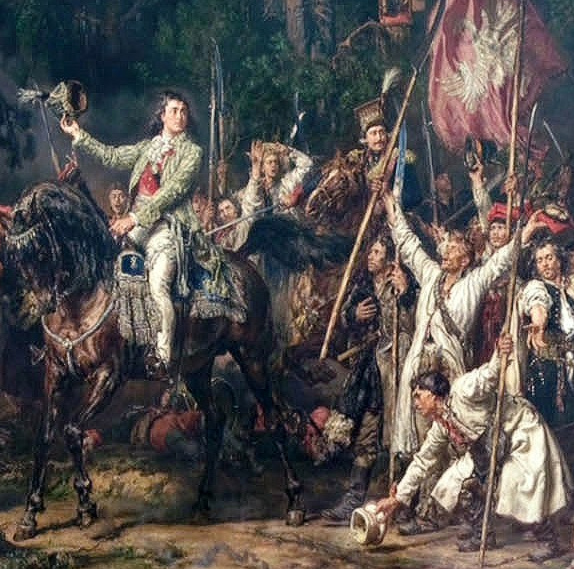
Костюшко

- 1702

3 апреля или 5 апреля — в город вступило двадцатитысячное шведское войско; на горожан наложена контрибуция в 22 тысячи золотых, город подвергся разграблению.
- 1705

 — шведы вынуждены покинуть город под натиском российской армии.
 — Пётр Великий крестил арапа Ганнибала в Пятницкой церкви.
- 1706

 — повторная оккупация шведами города.
- 1708

 — третья по счёту оккупация шведами города.
- 1709—1711 — эпидемия чумы, унёсшая несколько десятков тысяч жителей.
- 1737

 — опустошительный пожар.
- 1748

 — опустошительный пожар.
- 1749

 — опустошительный пожар.
- 1760

 — начала выходить первая в Литве газета.
- 1764

 — закончено строительство астрономической обсерватории.
- 1769

 — основано кладбище Расу (лит. Rasų kapinės, пол. Cmentarz na Rossie) — старейших некрополь Вильнюса.
- 1780

 — виленская Академия и университет в 1781 реорганизуется в Главную школу Великого княжества Литовского (Schola Princips Magni Ducatus Lithuaniae); открыты новые кафедры — астрономии, медицины (1781), архитектуры (1793).
- 1785

 — основан первый постоянный городской театр под руководством актёра и режиссёра Войцеха Богуславского.
- 1794

23—24 апреля повстанцы Т. Костюшко овладели городом.
11 августа — город заняли подавившие восстание Т. Костюшко российские войска.
- 1797

 — Вильну посетил император Павел I.
 — Главная литовская школа преобразована в Главную виленскую школу.
- 1800

 — с образованием Литовско-виленской губернии город становится губернским.
1 февраля — прибыл генерал М. И. Кутузов, назначенный в конце 1799 военным губернатором Литовско-виленской губернии; прожил в Вильне около полутора лет.

## XIX век

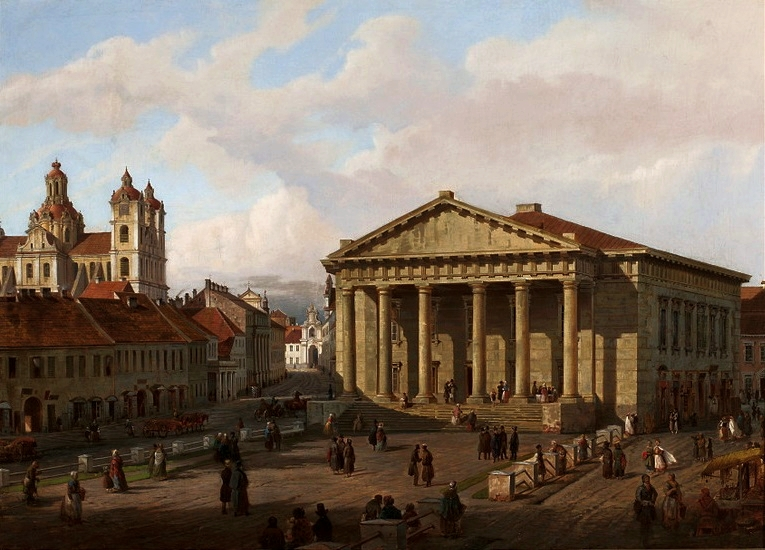
Ратуша

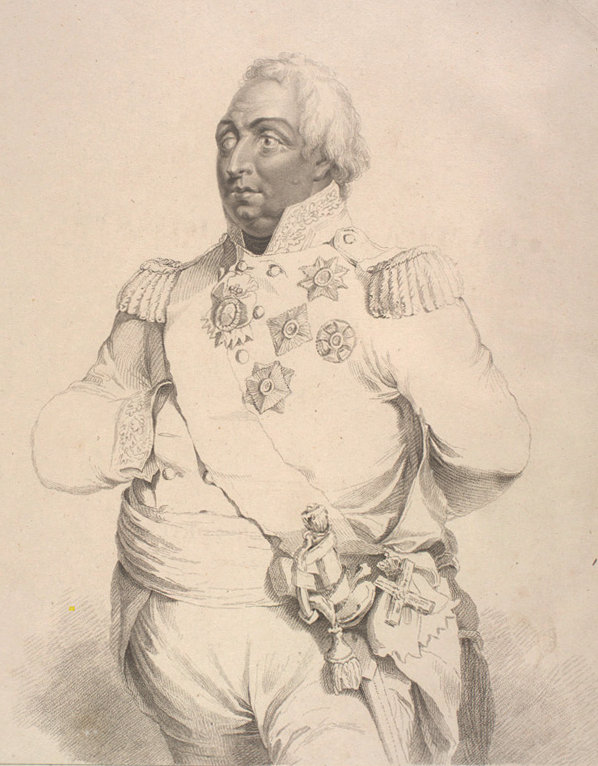
Кутузов

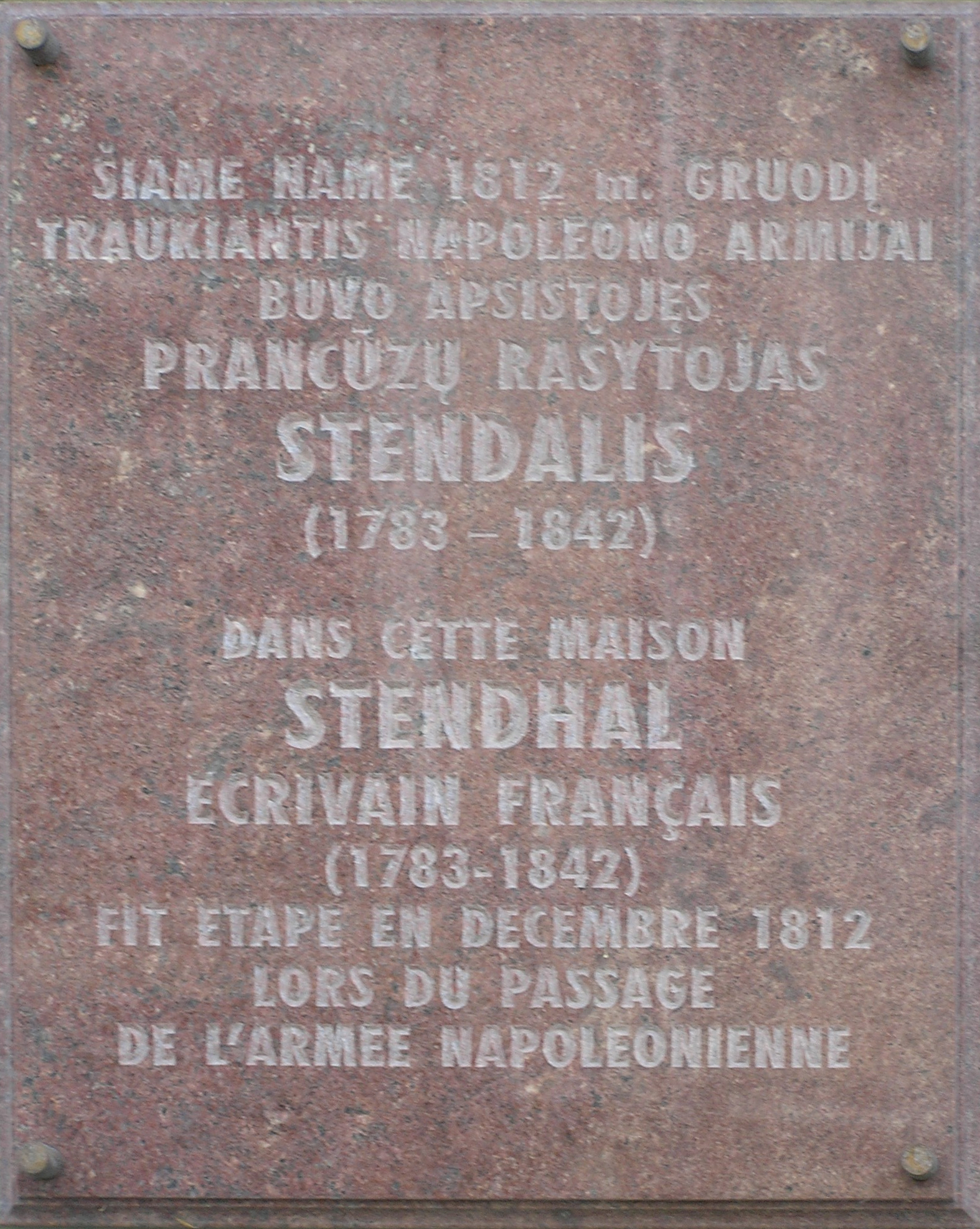
Мемориальная таблица на доме Франка, в котором в 1812 году останавливался интендант наполеоновской армии Анри Мари Бейль

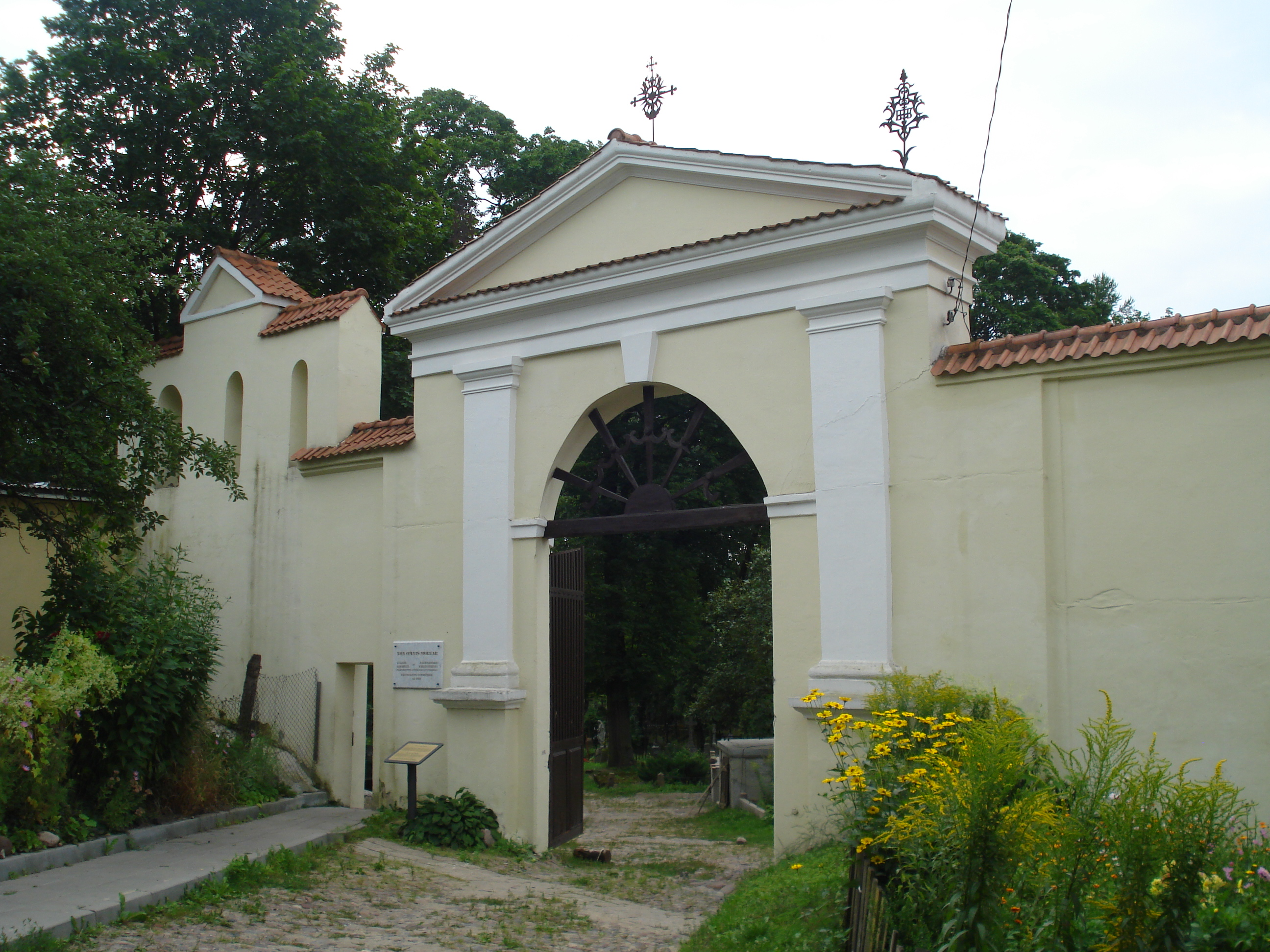
Ворота Бернардинского кладбища

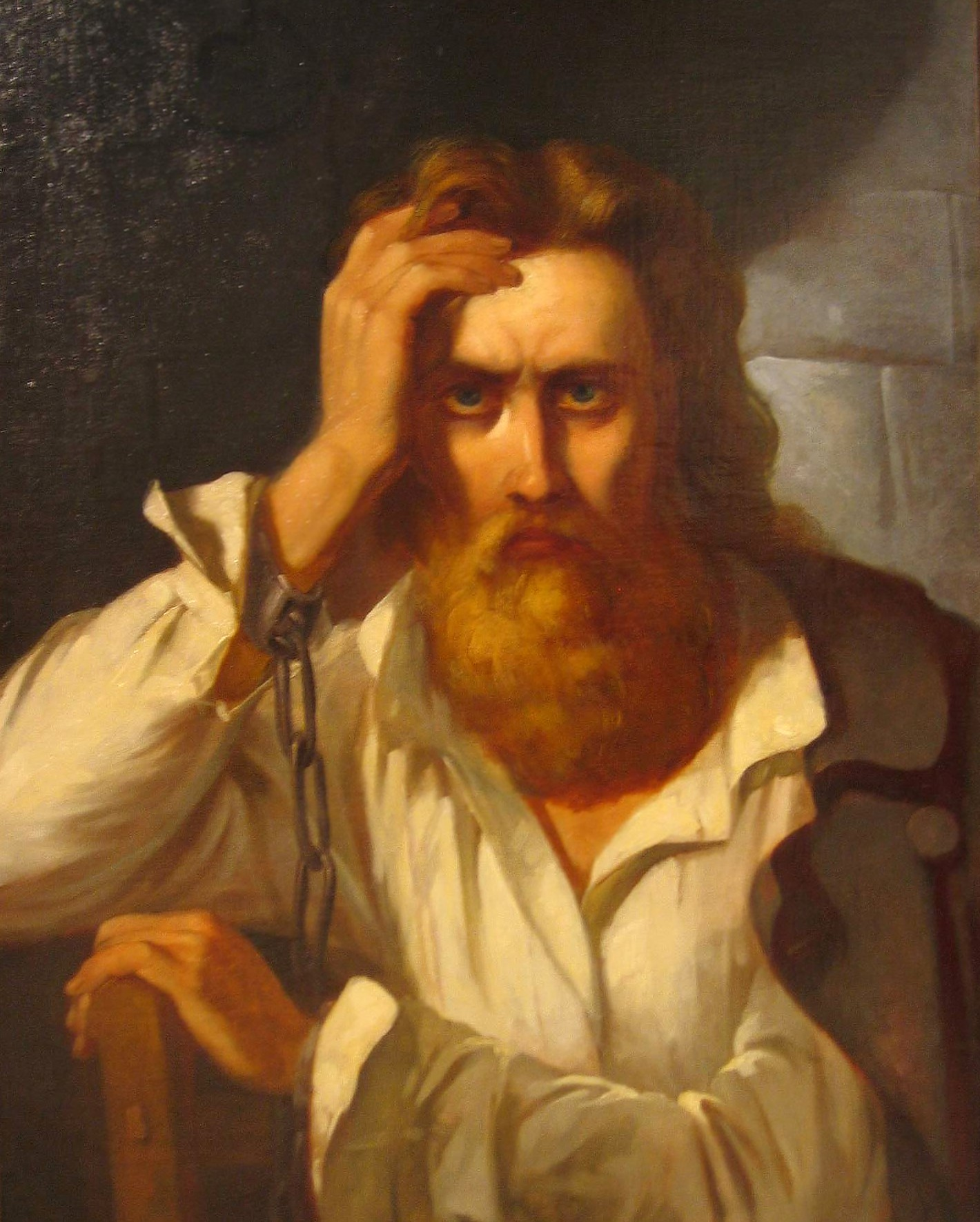
Конарский

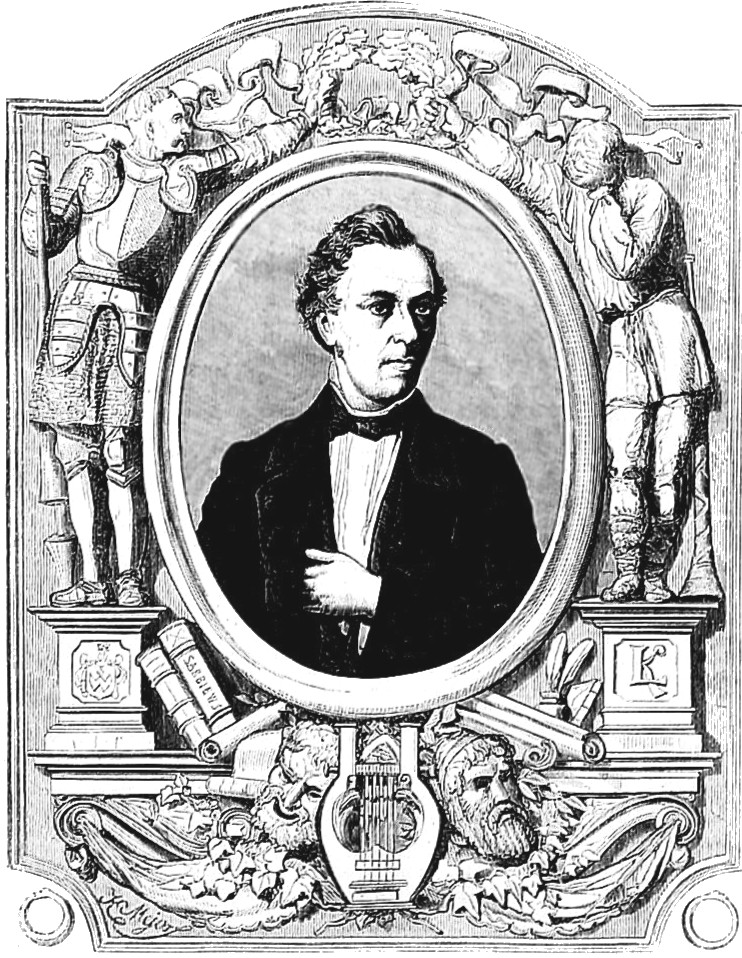
Владислав Сырокомля

- 1803

 — начала действовать типография Боруха Ромма, ставшая впоследствии знаменитой «Типографией вдовы и братьев Ромм» в 1837—1862 единственная в Литве типография, имевшая разрешение издавать молитвенники и другие книги на еврейском языке
4 (16 апреля) — актом, подписанным императором Александром I, учреждён императорский Виленский университет.
- 1809

17 февраля — в Ратуше исполнялась оратория Гайдна «Сотворение мира».
июль — М. И. Кутузов повторно назначен виленским военным губернатором.
- 1810

14 октября — освящено новое Бернардинское кладбище на Заречьи.
- 1812

28 июня — войска Наполеона вступили в город. Французские солдаты разграбили костёл Святого Духа и доминиканский монастырь и другие храмы, зимой жгли скамьи и исповедальни костёла Всех Святых.
30 ноября (12 декабря) — в город въехал М. И. Кутузов.
11 (23) декабря — прибыл император Александр I.
12 (24) декабря — император Александр I подписал манифест, объявлявший амнистию дворянам литовских губерний, поддержавших французов в войне с Россией.

Этот день, 12 декабря, останется навсегда незабвенным не только в истории Литвы, но и всего человечества. В этот день Император Александр подписал манифест, провозглашающий забвение прошлого, всеобщее прощение.

Это великодушное всепрощение сохранило край от разорения, от эмиграции, коей последствия всегда столь губительны для края. Никто не пострадал из участников как временного правления, так в рядах великой армии. Дворянство дало бал Государю в том же доме Паца, где был бал и для Наполеона. Все помилованные явились на бал.

- 1813

3 января — большой парад российской армии и торжества в честь победы над Наполеоном при участии императора Александра I.
- 1815—1819

 — в Виленском университете учился Адам Мицкевич.
- 1816

 — вышел первый полный перевод Нового Завета на литовский язык.
- 1817

 — студенты Виленского университета основали общество филоматов и общество филаретов.
- 1820

 — воздвигнуты ворота Бернардинского кладбища в классицистском стиле с прилегающей звонницей на три колокола.
- 1822

 — вышла первая книга стихов Адам Мицкевича «Баллады и романсы».
- 1823

 — дело филоматов.
- 1829

лето — с адъютантом генерал-губернатора П. Энгельгардтом приехал его казачок Тарас Шевченко; зимой 1831 увезён в Санкт-Петербург.
- 1831

 — открыта первая еврейская женская школа.
- 1832

 — закрыт Виленский университет.
- 1836

 — в 84 ящиках общим весом 1264 пуда (20,25 т) из Полоцка доставлен орган для костёла Святых Иоаннов.
- 1837

 — разрушены Замковые ворота.
- 1839

27 февраля — казнь Симона Конарского, эмиссара подпольной организации «Молодая Польша».
- 1840

 — премьера оперы Станислава Монюшко «Галька».
- 1841

 — открыта первая еврейская мужская школа.
- 1842

 — упразднена виленская Медико-хирургическая академия.
- 1852

 — основан Центральный архив древних актов.
- 1855

 — начала действовать Виленская археологическая комиссия.
- 1856

29 апреля — открыт Музей древностей, первый публичный музей в Литве.
 — издан первый путеводитель по городу и окрестностям Адама Киркора („Przechadzki po Wilnie i jego okolicach“).
- 1862

15—17 апреля — проездом в Германию останавливается русский драматург А. Н. Островский, осматривал кафедральный собор, Замковую гору, костёл Петра и Павла (снаружи «не представляет ничего особенного; но внутри стены и купол унизаны лепными работами в таком количестве, что едва ли где-нибудь ещё можно найти подобную роскошь»), костёл Яна («огромный и величественный»), ворота Острой брамы, костёл бернардинцев. О Вильне в целом Островский в своих путевых записках писал:

Город с первого разу поражает своей оригинальностью. Он весь каменный, с узенькими, необыкновенно чистыми улицами, с высокими домами, крытыми черепицей, и с величественными костёлами..

15 сентября — умер популярный поэт Владислав Сырокомля. В траурной процессии три дня спустя его прах на кладбище Расу провожает около двадцати тысяч человек.
 — начало регулярного железнодорожного сообщения Санкт-Петербург — Динабург — Вильно — Гродно.
- 1863

13 мая — назначение М. Н. Муравьева главным начальником Северо-западного края с особыми полномочиями.
- 1864 — учреждена Виленская археографическая комиссия.
- 1867

5 июня — открыта Виленская Публичная библиотека.
- 1871

 — первая забастовка рабочих на фабрике Дурунчи и Шишмана.
- 1883

 — январь первый съезд партии «Пролетариат».
- 1889

 — стачка рабочих кирпичного завода Потоцкого.
- 1888

 — стачка наборщиков типографии Сыркина.
- 1892

1 мая — первое празднование 1 Мая.
- 1893

июнь — I съезд Польской социалистической партии (ППС).
- 1895

7 (19) сентября — проездом из-за границы остановился В. И. Ленин.
- 1896

 — начала действовать телефонная станция.
1 мая — первый съезд Социал-демократической партии Литвы.
- 1897

7—9 октября — съезд еврейских социал-демократических организаций, на котором основан Всеобщий еврейский рабочий Союз России и Польши (Бунд).
- 1899

 — первая первомайская демонстрация.
18 июня — в костёле Святых Иоаннов открыт памятник Адаму Мицкевичу.
- 1900

 — 15 (28) октября в Пушкинском сквере, у подножия Замковой горы, открыт памятник А. С. Пушкину с бюстом по проекту Василия Грязнова. После эвакуации вглубь России в 1915 году, перед захватом Вильнюса немцами, бюст пропал. На постамент от бюста Пушкина в 1922 году был установлен бюст Монюшко.

## XX век

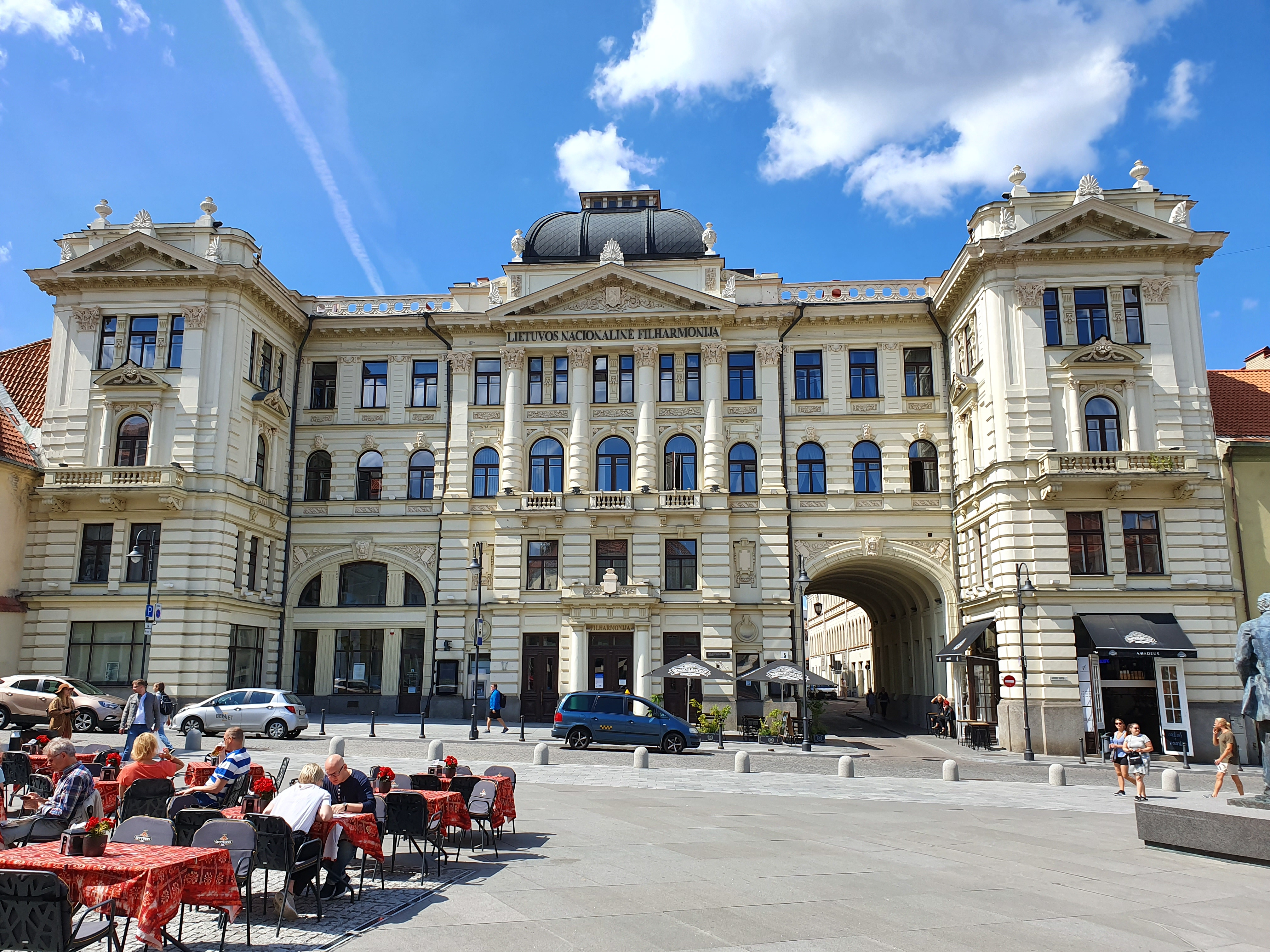
Городской зал

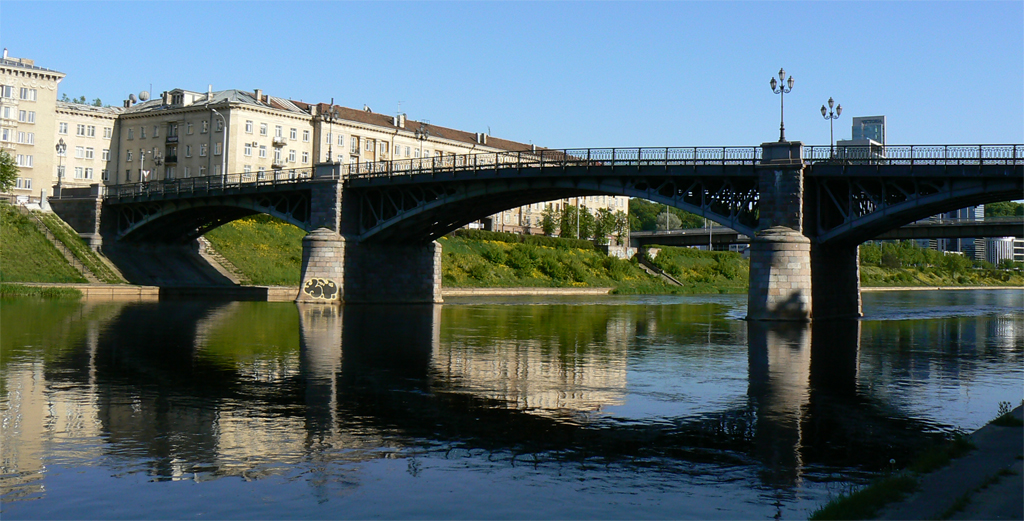
Зверинецкий мост

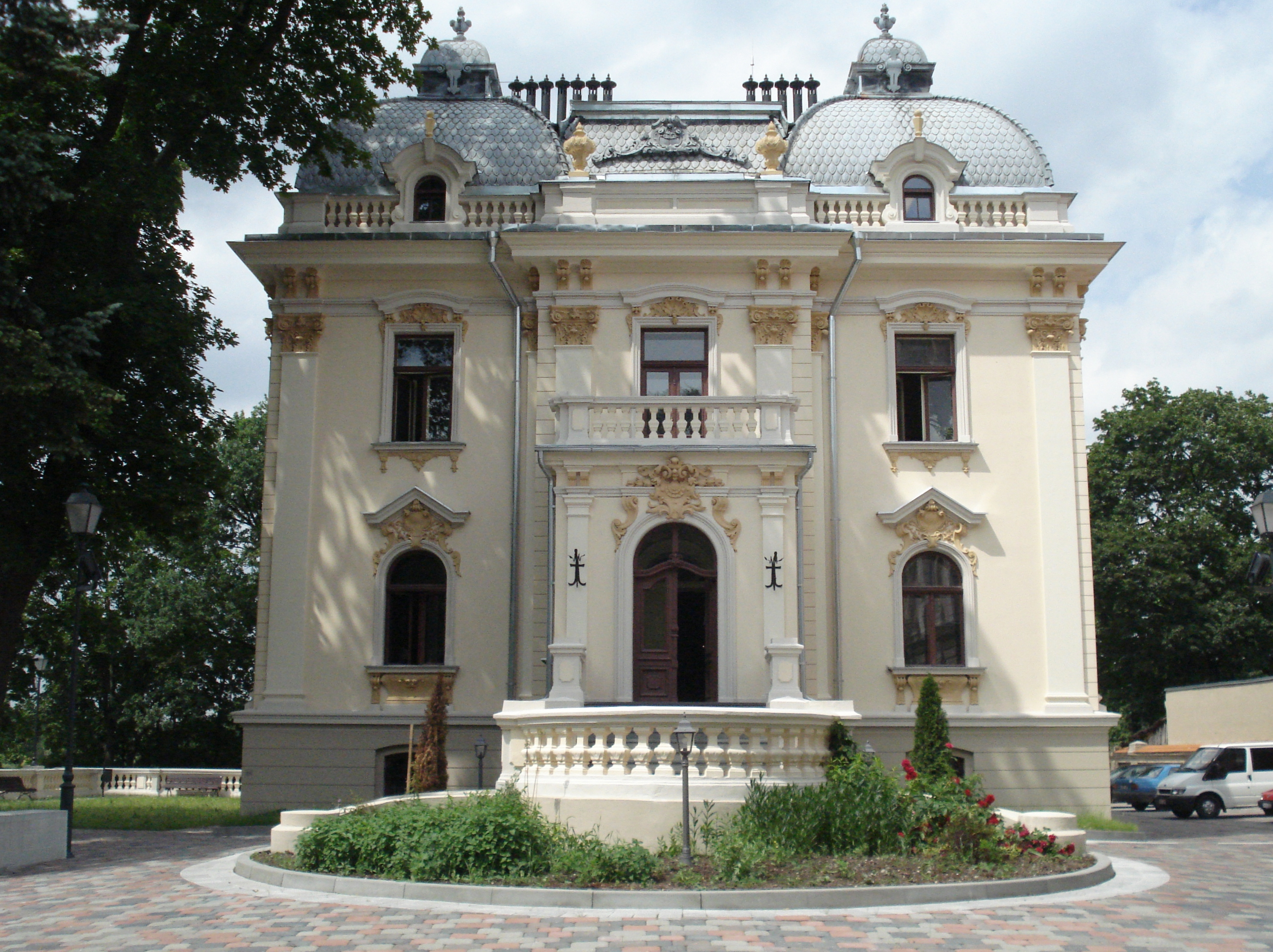
Дворец Вилейшисов

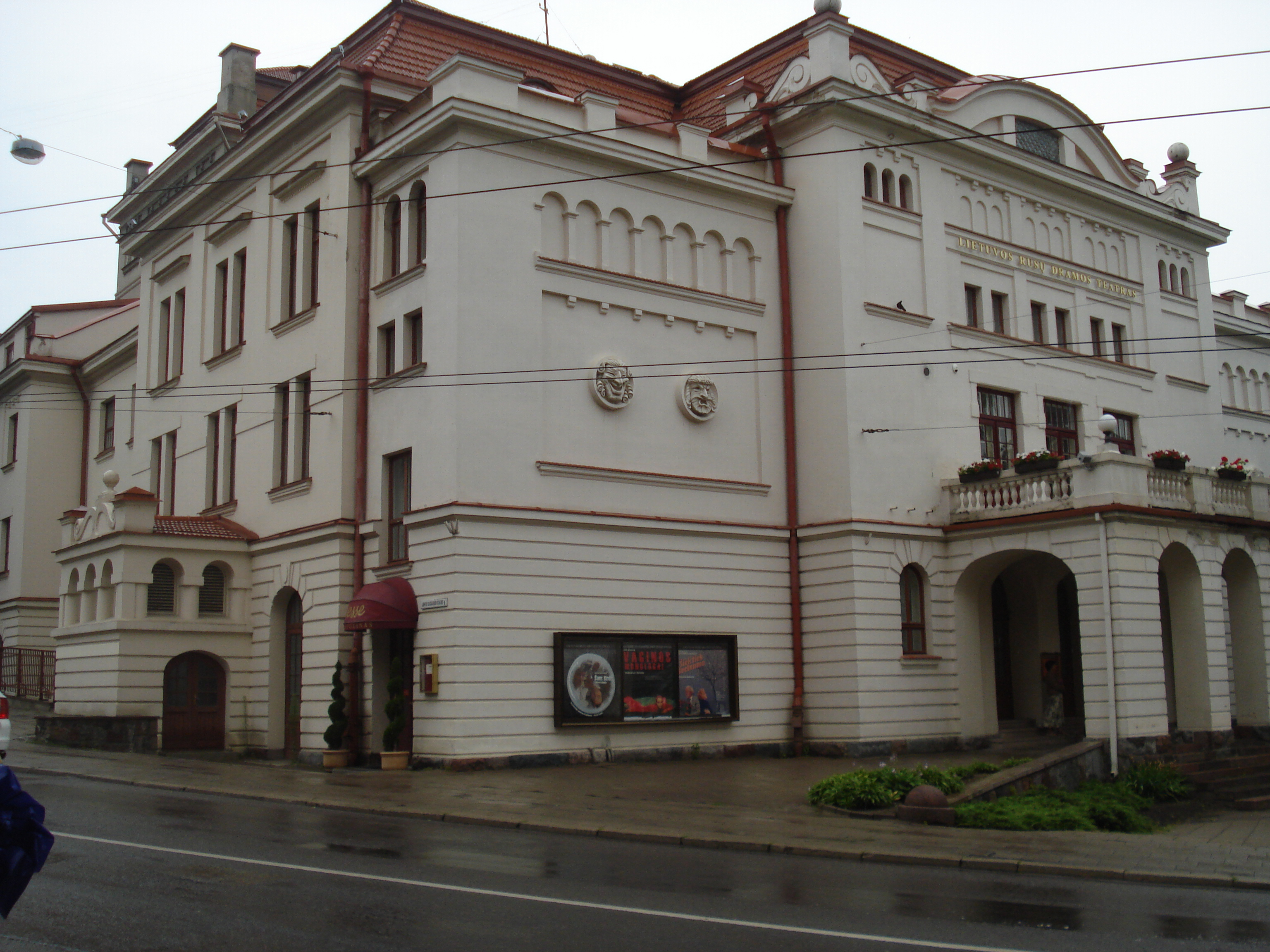
Театр на Погулянке

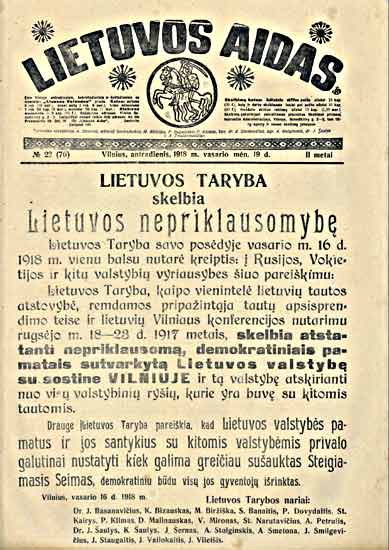
Газета «Летувос айдас» с текстом Акта о независимости

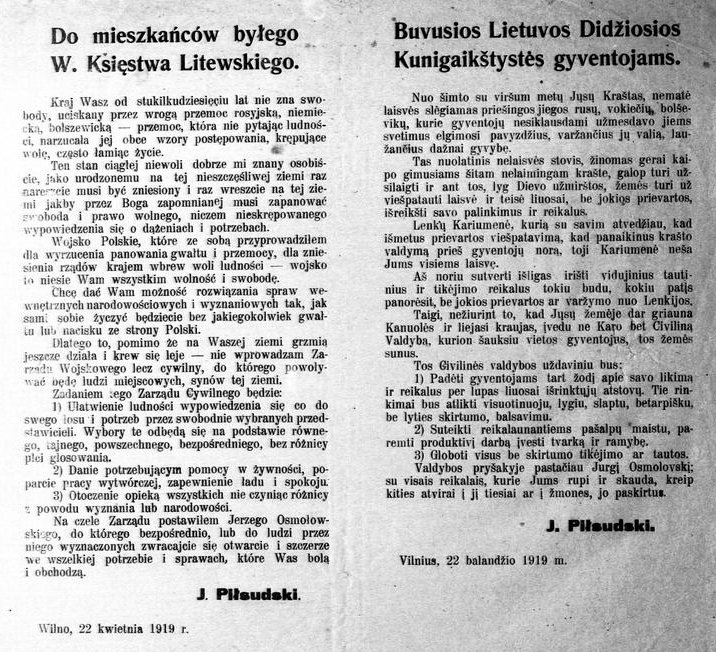
Воззвание Пилсудского к жителям бывшего Великого княжества Литовского на польском и литовском языках, подписанное в Вильне 22 апреля 1919 года, объявляющее об освобождении от большевистского ига и передаче власти гражданской администрации

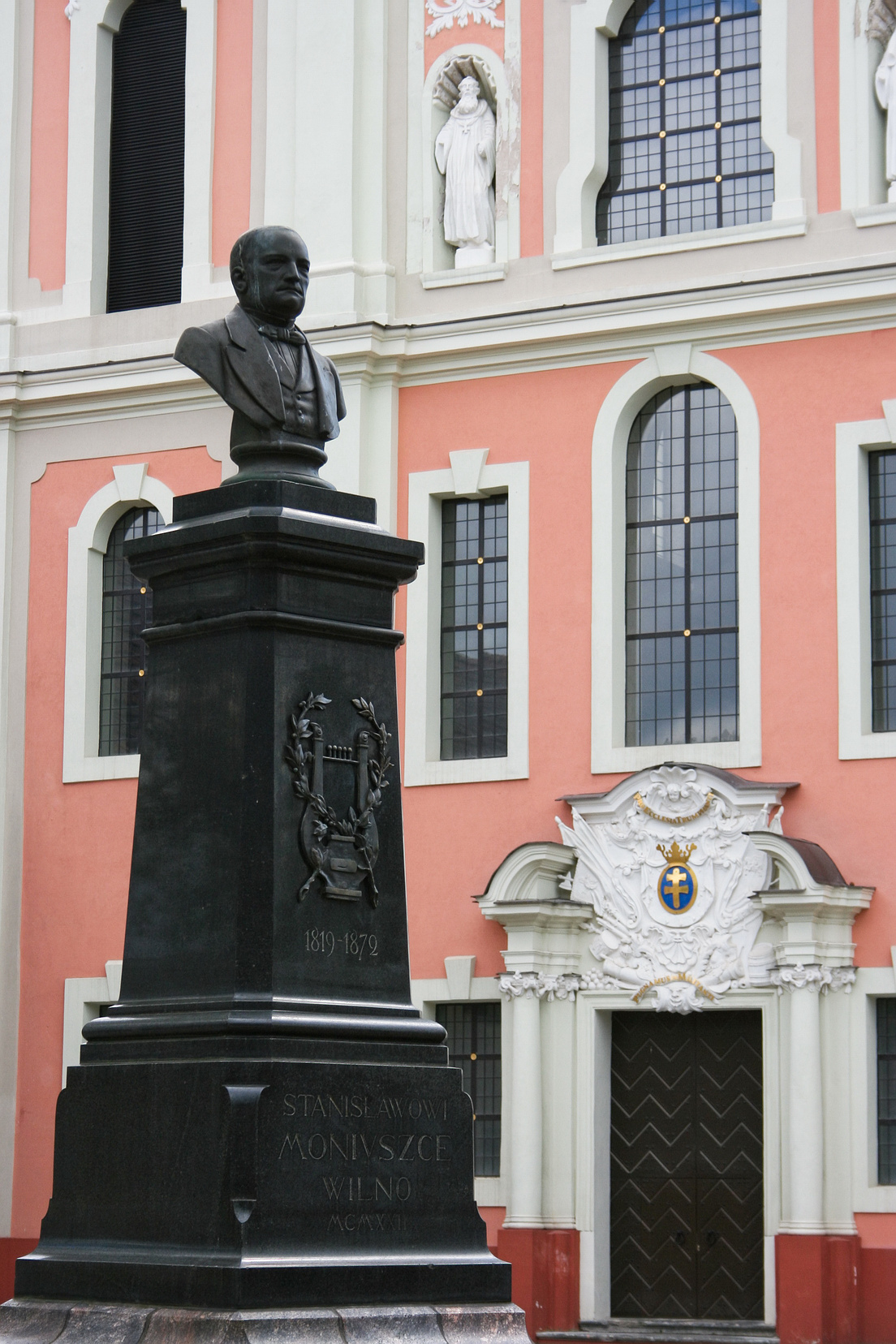
Памятник Монюшко

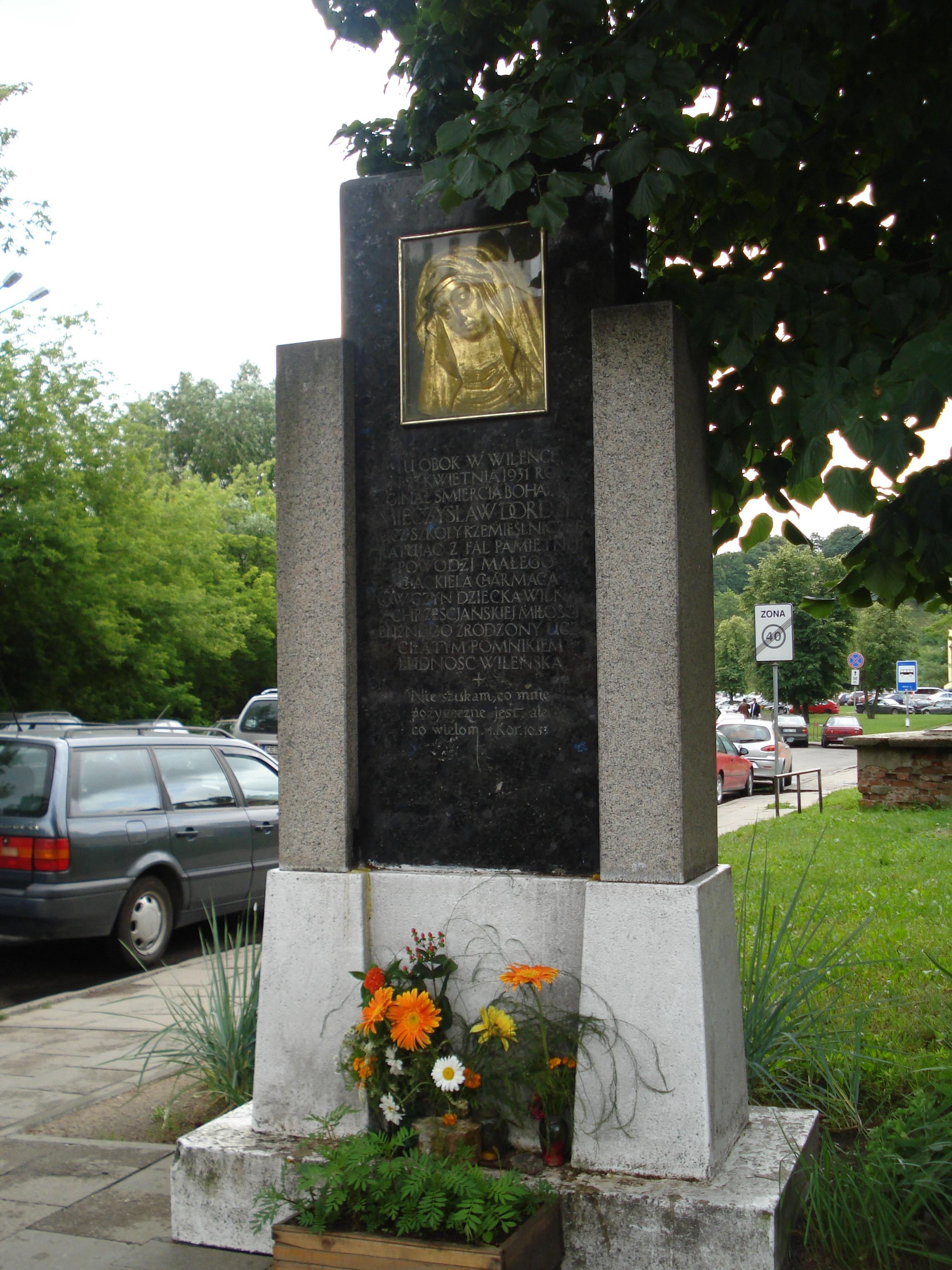
Памятник Мечиславу Дордзику

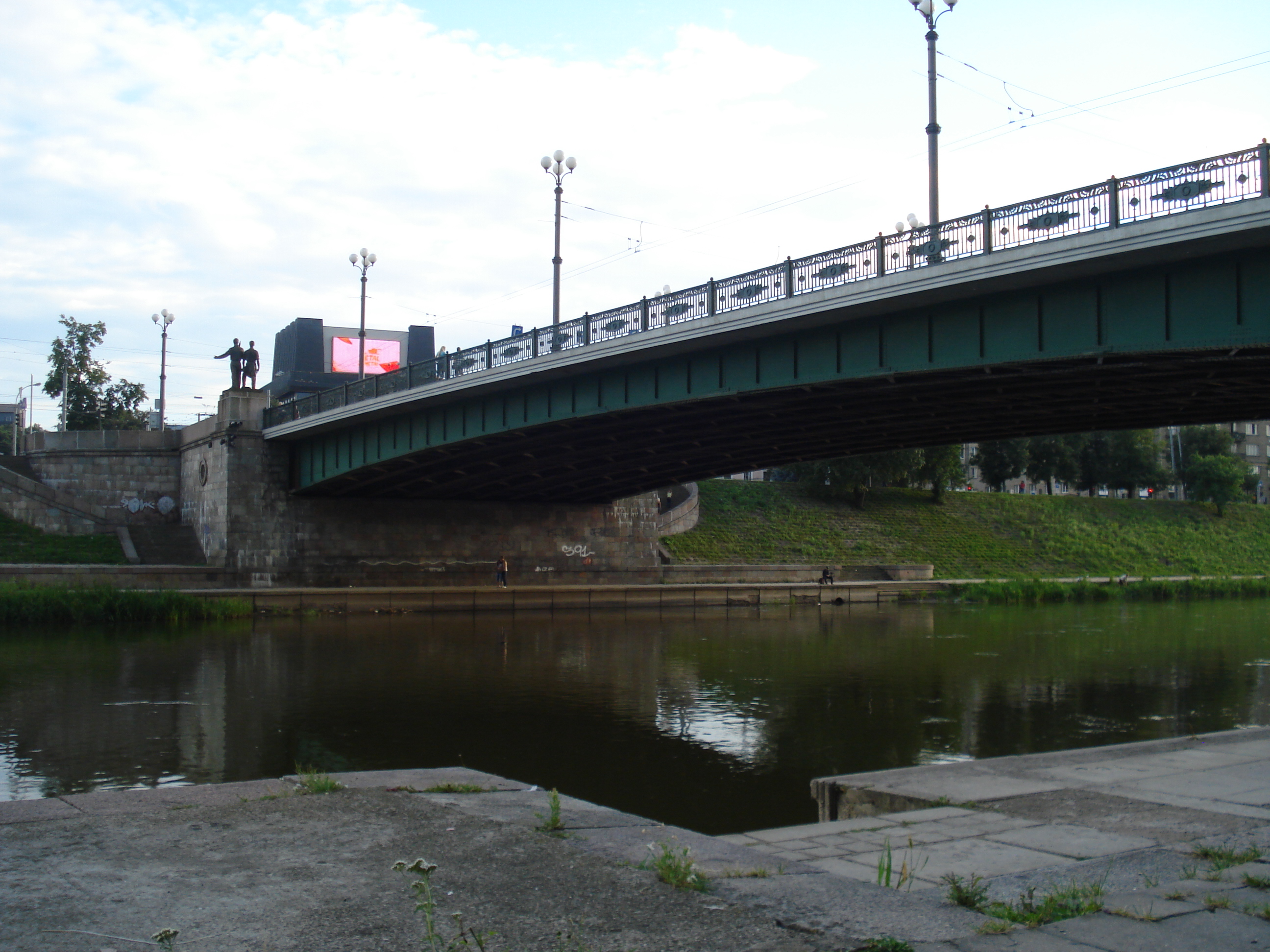
Зелёный мост

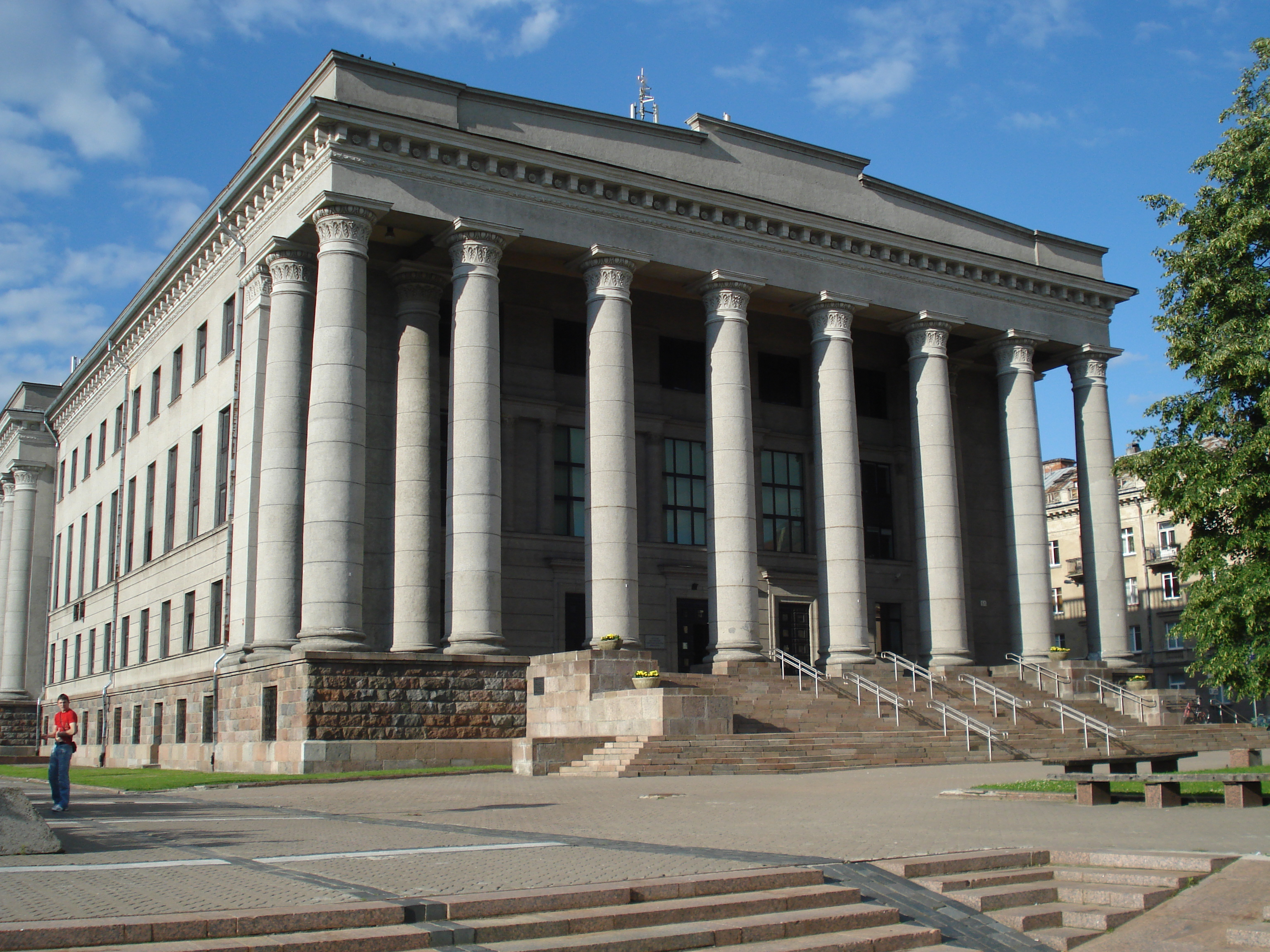
Республиканская библиотека

Памятник Пушкину (ныне в Маркучяй)

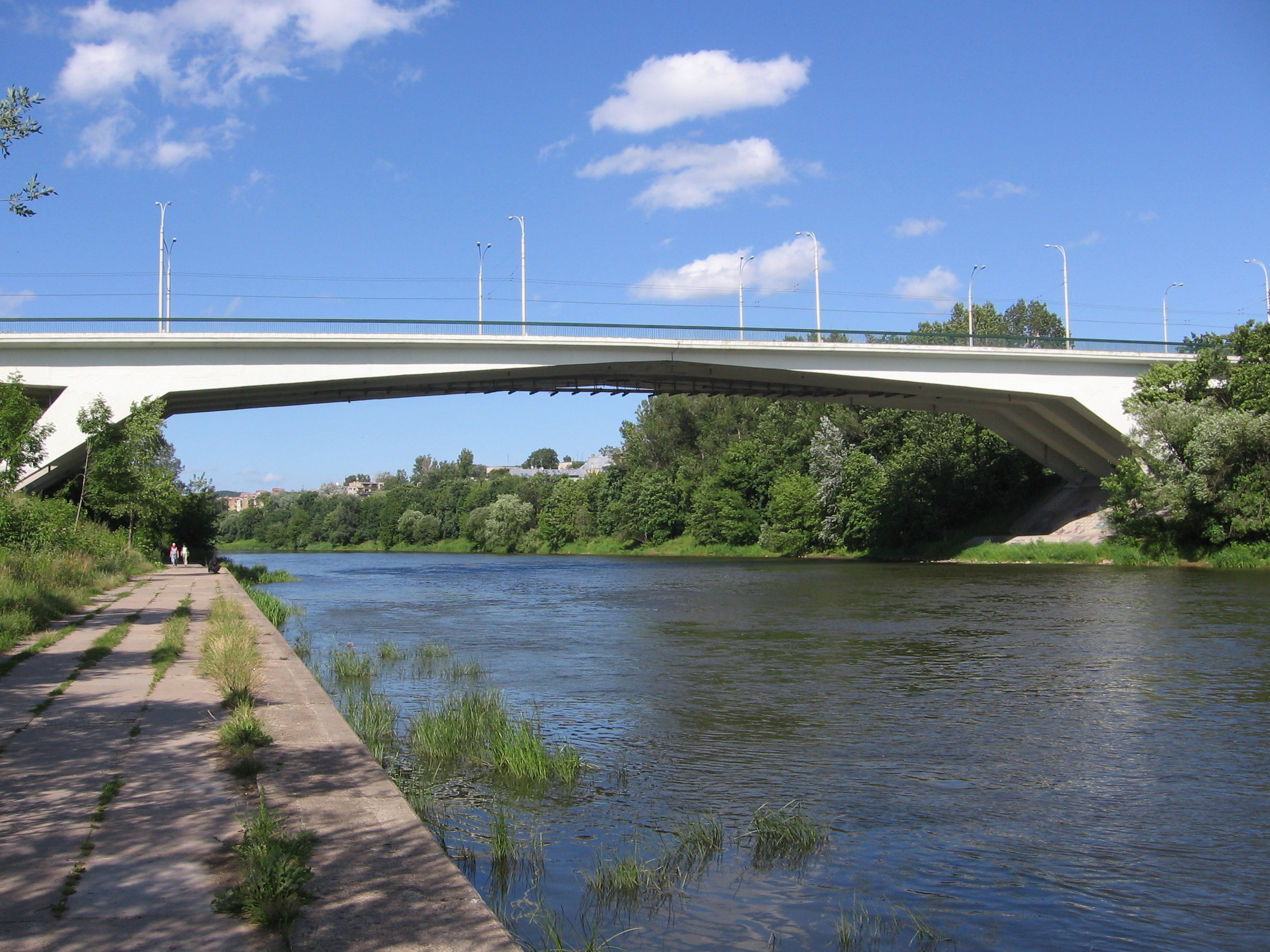
Жирмунский мост

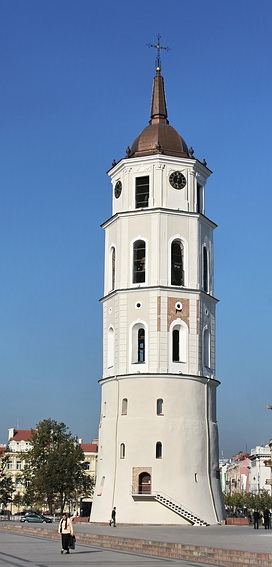
Колокольня

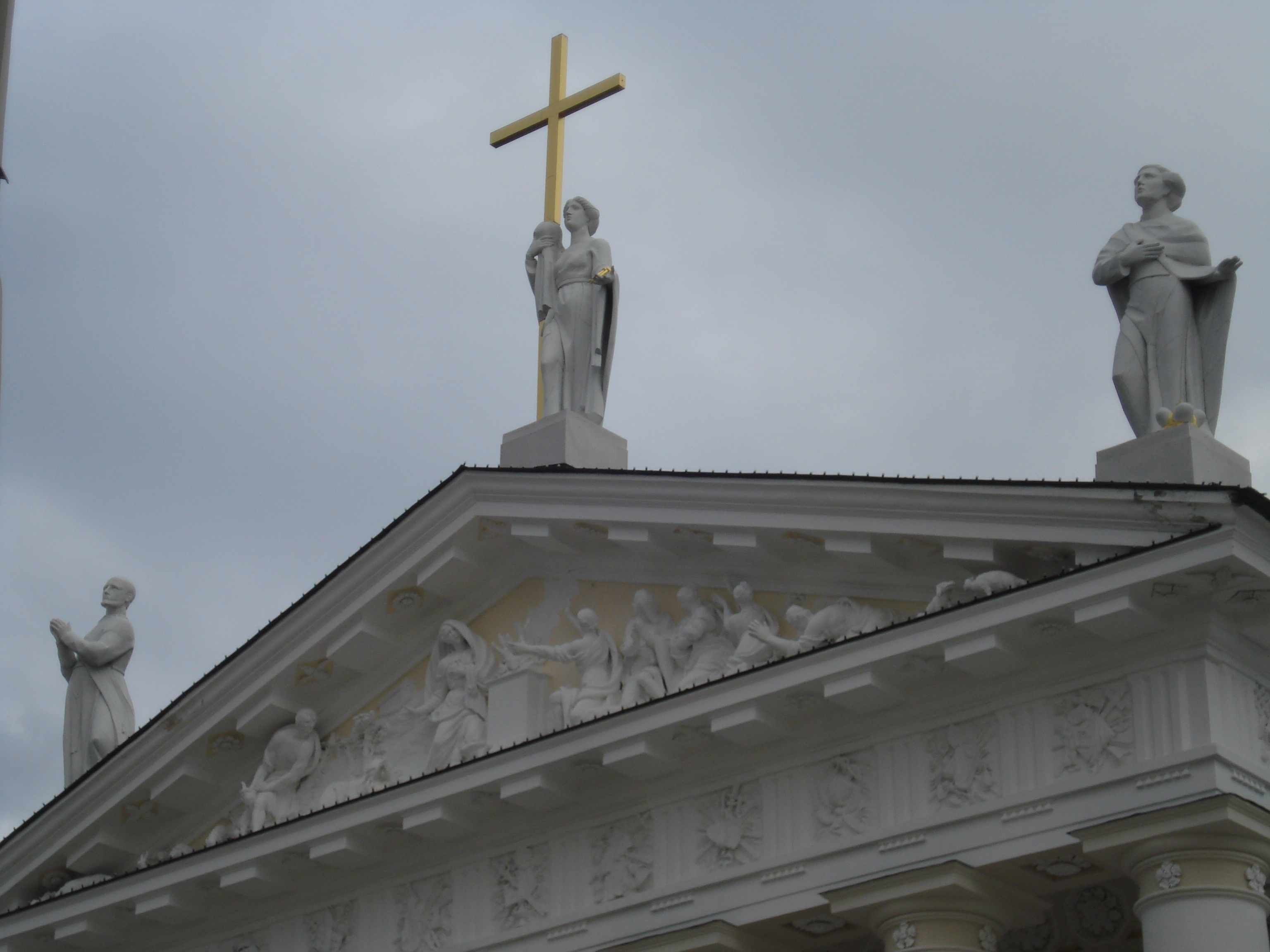
Восстановленные скульптуры на Кафедральном соборе

- 1901

 — создана виленская организация РСДРП.
 — по проекту инженера Пятраса Вилейшиса сооружён Зелёный мост, соединивший левый берег Вилии со Снипишками (взорван немцами в 1944 году)
9 декабря — в костёле Святых Иоаннов открыт памятник поэту Антонию Эдварду Одынцу.
- 1902

 — построен Городской зал на улице Островоротной (ныне Литовская национальная филармония).
- 1903

 — начала действовать первая электростанция.
1 июня — освящена Знаменская церковь на Зверинце (Жверинас).
23 сентября — открыт памятник Екатерине II на Кафедральной площади с бронзовой фигурой императрицы высотой 2,5 м, установленной на постаменте из красного гранита высотой 4,3 м (скульптор М. Антокольский; во время эвакуации в 1915 году вывезен в Москву)
- 1904

23 декабря — выходит первая легальная газета на литовском языке «Вильняус жинёс» („Vilniaus žinios“; «Вильнюсские известия»).
- 1905

 — образовано общество «Вильняус канклес» („Vilniaus kanklės“), заботящееся о развитии литовского национального театра и художественной самодеятельности.
 — начал действовать польский театр «Лютня» (действовал до 1940).
4—5 декабря состоялся Литовский съезд (Великий Вильнюсский сейм).
- 1906

14 февраля — начала выходить белорусская газета «Наша доля».
6 ноября — поставлена первая литовская опера «Бируте» Микаса Пятраускаса.
21 ноября — начала выходить белорусская газета «Наша нива».
 — завершено строительство моста, соединившего Зверинец (Жверинас) на правом берегу Вилии с центральной частью города.
 — завершена постройка дворца Вилейшисов на Антоколе, ныне здание Института литовской литературы и фольклора (Antakalnio g. 6).
- 1907

 — учреждено Литовское художественное общество.
9 января — во дворце Вилейшисов открылась первая литовская художественная выставка.
- 1908

 — в костёле Святых Иоаннов открыт памятник поэту Владиславу Сырокомле.
- 1909

 — создано Белорусское издательское общество «Наша хата».
- 1914

 — завершено строительство польского Театра на Погулянке.
 — 14 августа 1914 года, с началом мобилизации, 27-я пехотная дивизия, дислоцировавшаяся в окрестностях города, была направлена к границе с Восточной Пруссией в район д. Симно.
- 1915

2 октября — русская армия оставила Вильнюс.
- 1917

18—22 сентября с согласия немецких властей в Театре на Погулянке состоялась Вильнюсская конференция под руководством Йонаса Басанавичюса, участники которой избрали Совет Литвы (Литовскую Тарибу) из 20 представителей.
11 декабря — Литовская Тариба провозгласила Акт о восстановлении Литовского государства, связанного союзническими узами с Германией.
- 1918

16 февраля — Литовская Тариба приняла постановление о восстановлении независимого Литовского государства.
31 декабря — немецкая армия оставила город.
- 1919

2 января — виленские польские вооружённые формирования, подавив выступления коммунистических боевых групп, овладели городом.
5 января — Красная армия заняла город. В Вильну из Двинска переезжает советское Временное революционное рабоче-крестьянское правительство во главе с В. Мицкявичюсом-Капсукасом.
18—20 февраля — Первый съезд Советов Литвы; принята Декларация о слиянии Советской Литвы с Советской Белоруссией.
27 февраля — провозглашено образование Литовско-Белорусской Советской Социалистической Республики («Литбел»).
19 апреля — в ходе советско—польской войны польские части заняли город.
- 11 октября — торжественное открытие Университета Стефана Батория при участии Юзефа Пилсудского.
- 1920

20 июля — в ходе масштабного наступления на Польшу город заняли части Красной армии под командованием Г. Д. Гая.
9 октября — части генерала Л. Желиговского с негласной санкции Ю. Пилсудского заняли Вильнюс и часть Юго-восточной Литвы.
12 октября — генерал Люциан Желиговский издал декрет, положивший начало формированию Срединной Литвы.
- 1922

8 января — в Вильнюсе и крае прошли выборы в Сейм Срединной Литвы.
20 февраля — Виленский сейм, заседавший в Театре на Погулянке, принял постановление о присоединении к города и края к Польше.
 — в сквере у костёла Святой Екатерины на улице Виленской (в советское время ул. Людаса Гиры, ныне Вильняус) открыт памятник композитору Станиславу Монюшке (скульптор Б. Балзукевич).
- 1926

Вильнюс становится столицей Виленского воеводства
- 1927

май — гастрольные выступления К. Д. Бальмонта.
2 июля — торжественный акт коронации Остробрамской Божией Матери.
- 1928

15 января — началась трансляция радиопрограмм виленской радиостанции Польского Радио.
- 1931

апрель — достопамятное наводнение.
- 1933

 — стараниями польской и еврейской общин установлен памятник Мечиславу Дордзику, ученику ремесленной школы, погибшему при спасении во время наводнения маленького Хацкеля Хармаца.
- 1939

19 сентября — Вильнюс заняла Красная армия.
10 октября — в Москве подписан Договор о взаимопомощи между Литвой и Советским Союзом, по которому нынешняя часть Юго-восточной Литвы и Вильнюс передавались Литве.
27 октября — части литовской армии войск вошли в Вильнюс.
- 1940

лето — Вильнюс — столица Литовской ССР.
- 1941

14—18 июня — массовые аресты и депортация.
23 июня — город оккупирован немцами.
- 1944

7 июля — начало операции «Острая брама» Армии крайовой по освобождению города.
13 июля — войска 3-го Белорусского фронта освободили город от немецко-фашистских захватчиков.
16 июля — арест командиров Армии крайовой в штабе генерала И. Д. Черняховского.
- 1946

21 сентября — пьесой А. Н. Островского «Без вины виноватые» в постановке режиссёра Н. И. Ладыгина, народного артиста Узбекской ССР, свой первый сезон начал Вильнюсский русский драматический театр, впоследствии Государственный русский драматический театр Литовской ССР, ныне Русский драматический театр Литвы.
- 1948

 — первую продукцию дал станкостроительный завод «Жальгирис» в Новой Вильне, первое станкостроительное предприятие в Литве.
- 1950, по другим сведениям 1951, 30 мая — взорваны воздвигнутые в 1916 по проекту архитектора Антония Вивульского Три креста.

 — построен завод «Эльфа».
 — открыт памятник генералу И. Д. Черняховскому (скульптор Н. Томский, архитектор Л. Голубовский).
29—30 июня — с фронтона Вильнюсского кафедрального собора сняты скульптуры святого Казимира, святой Елены с крестом и Святого Станислава.
- 1952

 — сооружён новый Зелёный мост с четырьмя скульптурными группами
лето — на бывшей Лукишской площади, благоустроенной по проекту архитектора В. Микучяниса, открыт памятник В. И. Ленину (скульптор Н. Томский, архитектор В. Микучянис).
- 1953

 — начато строительство здания Республиканской библиотеки, ныне Литовская национальная библиотека имени Мартинаса Мажвидаса.
- 1954

1 мая — начал работать телевизионный центр.
- 1955

 — в Пушкинском сквере, примыкающем к площади Гедиминаса, открыт памятник А. С. Пушкину с бюстом работы скульптора Бронюса Вишняускаса.
- 1959

 — вступил в строй Вильнюсский домостроительный комбинат. Началась застройка крупнопанельными жилыми домами в районе улиц Партизану — Витяниса.
 — в сквере на перекрёстке улиц П. Цвирки, В. Капсукаса и Комъяунимо открыт памятник писателю Пятрасу Цвирке (скульптор Ю. Микенас, архитектор В. Микучянис).
- 1960

 — на берегу реки Нерис построено здание Педагогического института (ныне Вильнюсский педагогический университет).
- 1961

 — основан Музей атеизма Литовской ССР.
- 1962

 — на Музейной площади перед бывшей ратушей, в которой к тому времени располагался Художественный музей, установлен памятник Винцасу Мицкявичюсу-Капсукасу (скульптор П. Вайвада, архитектор Э. Томашявичюс).
 — началась строительство жилого массива Жирмунай на правом берегу реки Нерис. За один из трёх микрорайонов группе вильнюсских архитекторов и строителей в 1968 году была присвоена Государственная премия СССР.
- 1963

 — на горе Тауро построен Дворец культуры профсоюзов.
- 1965

 — новый Жирмунский мост соединил микрорайоны Жирмунай и Антакальнис.
- 1966

 — в реставрированном костёле Святого Казимира обосновывается Музей атеизма Литовской ССР.
- 1967

 — построено здание Дворца художественных выставок (архитектор В. Чеканаускас), ныне Центр современного искусства.
 — на колокольной башне у Кафедрального собора установлены 17 колоколов разной величины.
- 1970

 — на здании железнодорожного вокзала установлена бюст В. И. Ленина с памятной табличкой:
7 сентября 1895 г. В. И. Ленин приезжал в г. Вильнюс для установления связей с местными марксистами.

 — ведущим режиссёром Русского драматического театра становится (по 1974) Роман Виктюк, поставивший пьесу П. Шиффера «Чёрная комната» (премьера 29 января 1971), романтическую драму Юлиуша Словацкого (в переводе Бориса Пастернака) «Мария Стюарт», «Валентин и Валентина» М. Рощина (1971), «Любовь — книга золотая» А. Толстого (1972) и другие спектакли.
- 1971

 — построено здание Дворца спорта (архитекторы Э. Хломаускас, Й. Крюкялис, З. Ляндзбергис) с залом на 5—6 тысяч мест.
 — в благоустроенном сквере на проспекте Ленина (ныне Гедимино) открыт памятник классику литовской литературы писательнице Жемайте (1845—1921); скульптор П. Александравичюс.
- 1972

 — Началось строительство жилого массива Лаздинай на западной окраине города.
 — в сквере на улице Комунару открыт памятник руководителю коммунистического движения в Литве Зигмасу Алексе-Ангаретису (скульптор А. Амбразюнас, архитекторы Г. Баравикас и Я. Макарюнас).
- 1974

 — на месте бывшего лютеранского кладбища построено здание Дворца бракосочетаний (архитектор Г. Баравикас).
 — завершено строительство здания Театра оперы и балета (архитектор Н. Бучюте), ставшего самым крупным зданием культурного назначения в городе (120,5 м³, зрительный зал на 1149 мест).
весна — завершено строительство здания крупнейшего в Литве универсального магазина (торговая площадь 7000 м²; архитектор З. Ландзбергис).
 — в связи с семидесятилетием поэтессы Саломеи Нерис у средней школы её имени на улице Людаса Гиры (ныне Вильняус) установлен памятник (скульптор В. Вильджюнас, архитекторы Г. Баравикас и Г. Рамунис).

30 ноября — Указом Президиума Верховного Совета СССР Вильнюс «за большие успехи, достигнутые трудящимися города в хозяйственном и культурном строительстве, в выполнении задний пятилетнего плана по развитию промышленного производства» награждён орденом Ленина.

- 1975

 — завершена реставрация бывшего генерал-губернаторского дворца (главный архитектор проекта Р. Казлаускас), в котором располагались позднее Дворец работников искусств, ныне Президентура.
 — в закрытом с 1948 года костёле Всех Святых после реставрационных работ под руководством архитектора Алдоны Швабаускене начал действовал Музей литовского народного искусства (отдел народного творчества Художественного музея Литвы).
- 1984

18 апреля (по другим сведениям 18 мая) в сквере рядом с костёлами Святой Анны и Святого Франциска при улице Тесос (ныне Улица Майронё) открыт памятник польскому поэту Адаму Мицкевичу (скульптор Гядиминас Йокубонис, архитектор Витаутас Чеканаускас)
- 1985

2 июля в честь столицы Литовской ССР астероиду, открытому 5 сентября 1978 года советским астрономом Н. С. Черных в Крымской астрофизической обсерватории, присвоено наименование 3072 Vilnius.
- 1987

23 августа — митинг протеста против пакта Молотова — Риббентропа, организованный Лигой свободы Литвы у памятника Адаму Мицкевичу.
- 1988

22—23 октября — учредительный съезд Литовского движения за перестройку.
- 1989

14 июня — на фронтоне Вильнюсского кафедрального собора восстановлены скульптуры святого Казимира, святой Елены с крестом и святого Станислава. Освящение восстановленного монумента Три креста.
- 1991

События в Вильнюсе (1991)
Январские события в период с 11 по 13 января 1991 года после провозглашения «Акта о воссоздании Литовского государства».

## XXI век

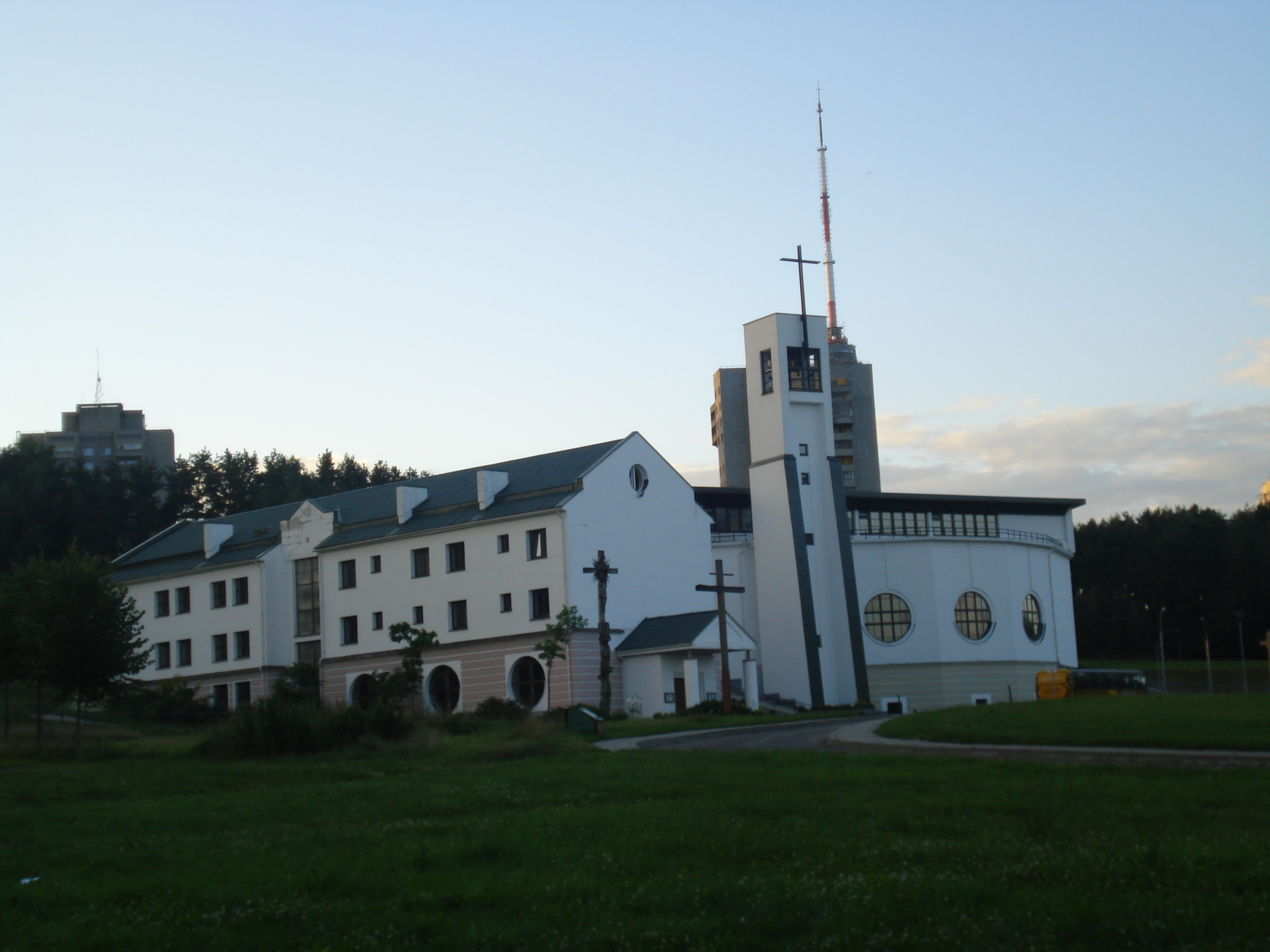
костёл Святого Иоанна Боско

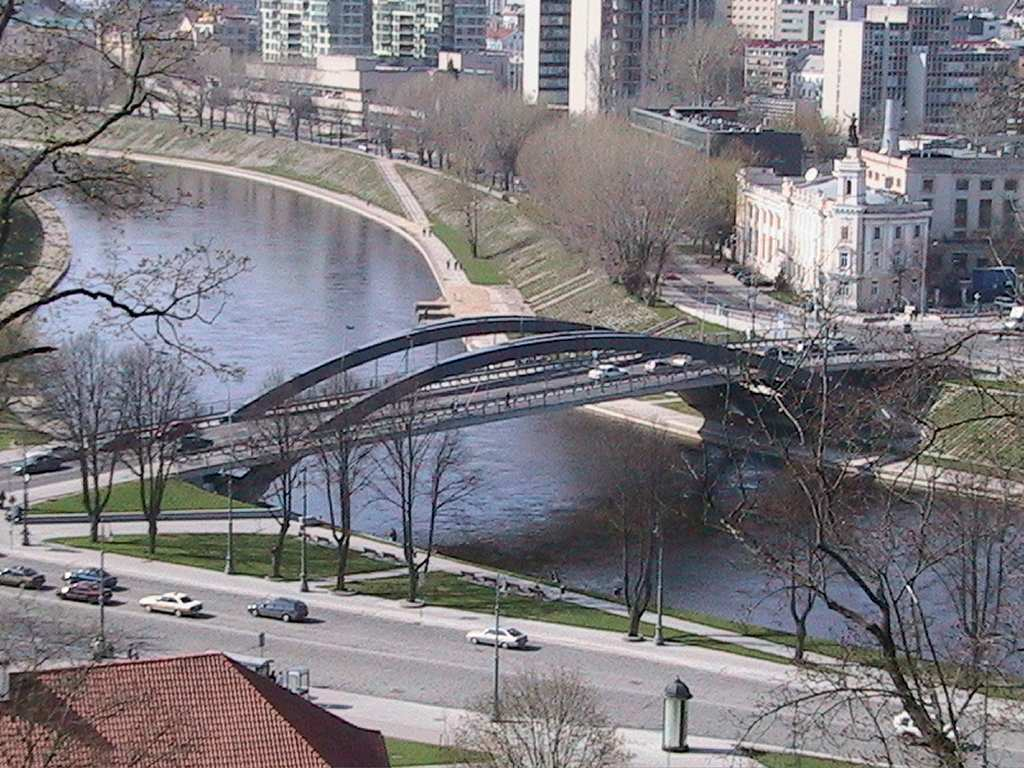
Мост короля Миндаугаса

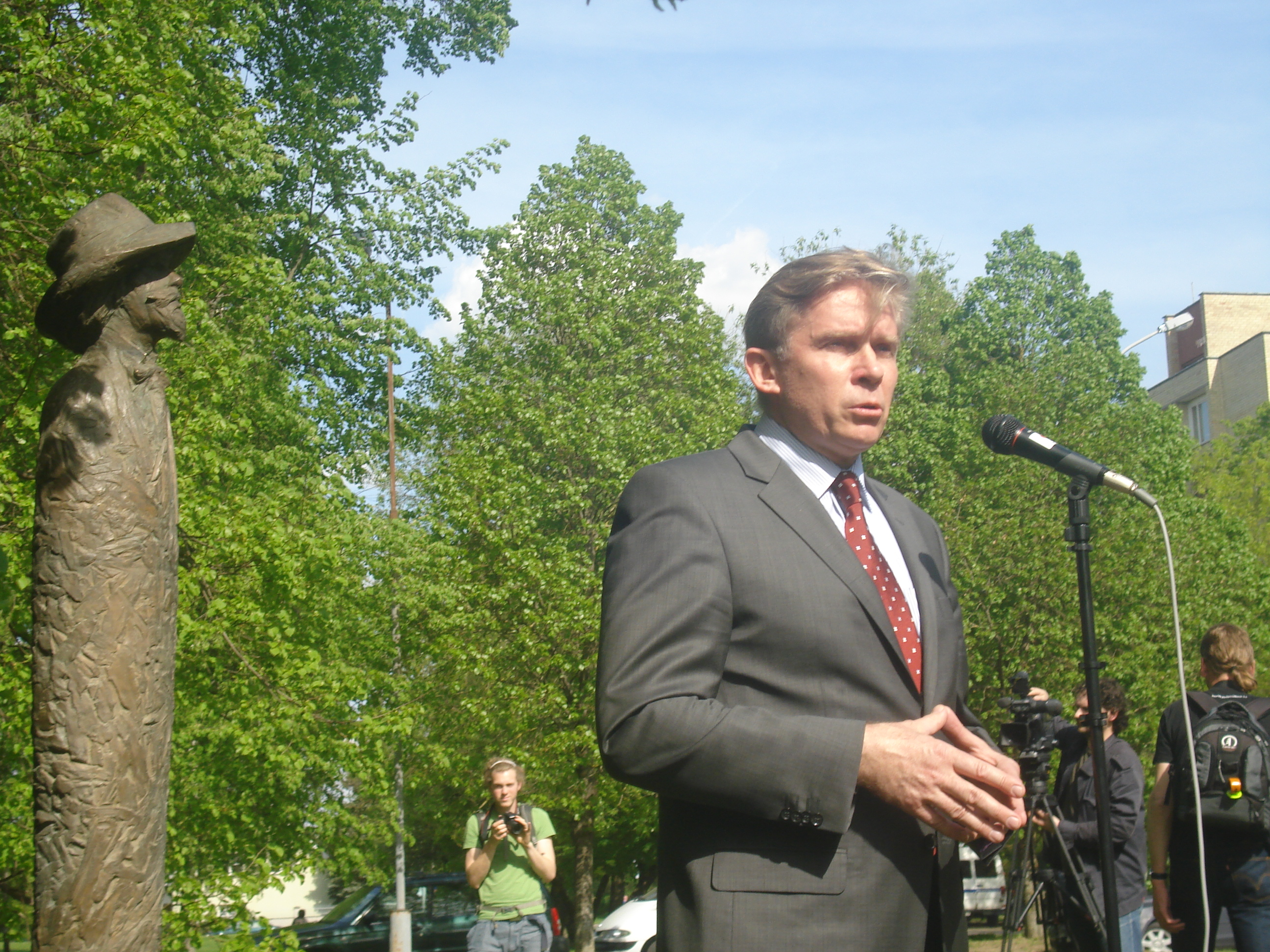
Аудронюс Ажубалис на открытии памятника Константину Бальмонту

- 2001

28 января — освящён костёл Святого Иоанна Боско в Лаздинай, строившийся с 1993 года (архитектор Витаутас Чеканаускас).
27 мая — открылась сессия Парламентской ассамблеи НАТО.
- 2002

8 февраля — начал работать первый легальный салон игровых автоматов.
8 марта — начато строительство нового моста через Нерис.
- 2003

25 июня — Артурас Зуокас стал мэром города на второй срок.
6 июля — во время торжеств 750-летия коронации короля Литвы Миндаугаса при участии президента Польши Александра Квасьневского, президента Эстонии Арнольда Рюйтеля, великого герцога Люксембургского Анри и великой герцогини Марии Терезы Местре, короля Швеции Карла XVI Густава с женой Сильвией были открыты памятник королю Миндаугасу (скульптор Регимантас Мидвикис) и новый мост через Нерис.
- 2007

25 февраля — на выборах в Вильнюсское самоуправление партия либерал-демократов «Порядок и справедливость» (Tvarka ir teisingumas) заняла первое место, Либерально-центристский союз (Liberalų ir Centro Sąjunga) получил лишь 9 мандатов из 51.
16 апреля — Вильнюсское самоуправление мэром избрало Юозаса Имбрасаса (Juozas Imbrasas), представителя партии «Порядок и справедливость».
- 2008
- 2009

16 января — организованный Конфедерацией профсоюзов Литвы митинг протеста против антикризисной политики руководства страны, в котором приняло участие около 7000 человек, сопровождался беспорядками и столкновениями с полицией (применившей слезоточивый газ и резиновые пули), в ходе которых пострадало 15 человек, 82 было задержано.
- 2010

4 ноября у костёла Святого Рафаила при участии председателя Сейма Ирены Дягутене, бывшего президента Валдаса Адамкуса и поэта Юстинаса Марцинкявичюса открыт памятный знак в честь монсеньора Казимераса Василяускаса, служившего и жившего в костёле в 1975—1989 годах (скульптор Йонас Гянцявичюс, архитектор Таурас Будзис).
- 2011

27 февраля на выборах местного самоуправления в Вильнюсе коалиция Артураса Зуокаса получила 12 мандатов, коалиция ИАПЛ и Русского альянса «Блок Вальдемара Томашевского» — 11, Союз Отечества — Христианские демократы Литвы — 10, Партия труда — 8, социал-демократы — 5, партия «Порядок и справедливость» — 5 мандатов.
5 мая во дворе Пятницкой церкви открыт памятник Ганнибалу и А. С. Пушкину, установленный по инициативе поэта Юрия Кобрина (скульптор Витаутас Наливайка, архитектор Кястутис Микшис).
12 мая на улице Латвю в районе Жверинас открыт памятник Константину Бальмонту (скульптор Миндаугас Шнипас, архитектор Таурас Будзис), установленный по инициативе Фонда Юргиса Балтрушайтиса.